# Вознесенск (Иркутская область)
Вознесенск — деревня в Тулунском районе Иркутской области России. Входит в состав Владимирского муниципального образования. Находится примерно в 46 км к юго-западу от районного центра — города Тулун.

## Население
По данным Всероссийской переписи, в 2010 году в деревне проживали 44 человека (25 мужчин и 19 женщин).
| 2002 | 2010 | 2011 | 2012 |
| ---- | ---- | ---- | ---- |
| 60   | ↘44  | →44  | ↘40  |